# Katastrofa lotu Air France 007
Katastrofa lotu Air France 007 – wypadek lotniczy samolotu Boeing 707-328, należącego do linii Air France, do którego doszło 3 czerwca 1962 w Paryżu we Francji. W wyniku wypadku śmierć poniosło 130 osób (122 pasażerów i 8 członków załogi), a 2 osoby zostały ranne.
W tamtym czasie była to najtragiczniejsza katastrofa lotnicza z udziałem jednego samolotu, do czasu katastrofy Boeinga 727-81 w Japonii, w której zginęły 133 osoby.

## Wypadek
Według świadków nos Boeinga oderwał się od pasa, ale podwozie pozostało na ziemi. Pomimo osiągnięcia prędkości V1, piloci rozpoczęli awaryjne hamowanie, aby uratować samolot przed rozbiciem. Gdy do końca pasa pozostało mniej niż 910 m piloci, użyli hamulców awaryjnych i odwracaczy ciągu. Zahamowali tak mocno, że zniszczyli opony i koła podwozia głównego. Mimo to samolot zjechał z pasa, rozbił się i zapalił.